# Корналовичі
Корнало́вичі — село в Україні, у Самбірському районі Львівської області. Населення становить 1047 осіб. Орган місцевого самоврядування — Новокалинівська міська рада.

## Назва
Вперше назва села згадується 25 серпня 1375 р. і називається Корниловичі.

## Географія
Село Корналовичі розташоване на річці Дністер, за 16 км на північний схід від районного центру, за 5 км від залізничної станції Калинів.

## Історія
Перша письмова згадка про село датується 25 серпня (2 вересня за новим стилем) 1375 року. В документі йдеться про надання Володиславом Опольським шляхтичу Вроцлаву села Радилівці, Угорці й Корнелівці Самбірського повіту.
В 1820 р. Корналовичі були придбані польським родом Созанських, який надовго оселився в цій місцевості. На 1880 рік маєток Созанських у Корналовичах становив: 790 моргів поля орного, 590 моргів лук і городів, 179 моргів пасовищ, 161 морг городів, 39 моргів неужитків, 710 моргів лісу. Окрім того, пани Созанські мали ще володіння в Дублянах та Озимині. Ця родина мала у власності п'ять фільварків. За часи панування Станіслава Созанського на фільварку був створений сад. До кінця 1990–х – початку 2000–х рр. зберігся в цій діброві так званий «мурований» або «цементований» тисячолітній дуб – як пам'ятка про господарів. Созанський залишився в пам'яті корналівчан ще однією згадкою. До сьогоднішнього часу усі дороги, що ведуть в село обсаджені красивими липовими алеями.
Останній Станіслав Созанський помер 1939 року і заповів весь свій маєток Краківській Академії Мистецтв. Зробив він такий же благородний жест, як і його прадід Адам, котрий, закупивши село, через три роки спорудив у ньому греко–католицьку церкву. Вона, до речі, як одинокий свідок добрих справ роду Созанських, стоїть і досі – сьогодні це храм Воскресіння Ісуса Христа.

### Польська республіка(1918–1939)
У 1927 році місцевий комуніст Ф.Ю. Кульчицький разом з прихильниками організував страйк сільської бідноти у маєтках Созанського в селах Корналовичах і Гордині. За кілька днів до страйку, 27 березня, в Корналовичах відбулося передстрайкове віче, а також збори місцевої профспілки сільськогосподарських робітників, на яких було вирішено почати страйк. Тут же на зборах було обрано страйковий комітет. 1 квітня 1927 року почався страйк. Він тривав біля двох тижнів і закінчився задоволенням вимог страйкуючих. В тому ж році почала діяти організація «Сель-Роб», яка вже у 1930 році налічувала 65 членів. 
За кілька днів до окупації СРСР західноукраїнських земель в 1939 р. в Корналовичах був створений комуністичний революційний комітет, його очолив Н.Г. Іванович. Створена комітетом земельна комісія розділила між сільською біднотою поміщицьку землю.

### УРСР(1939–1941,1944–1991)
В жовтні 1939 року виборці Калинівського виборчого округу обрали селянина–бідняка з Корналович П. Т. Гінька депутатом до Народних Зборів Західної України.
28 травня 1945 р. бійці районного військкомату СРСР Пєровський, Чуйкєвський, Кісєлєвіч І.Н., Урбан під час обшуку в жительки Торгай обікрали її, забрали харчі та цінності і побили жительку Петроняк.
Розташований на території сільради колгосп «17 вересня» мав 1205 га орної землі. Основний напрям у господарстві — вирощування зернових і технічних (цукрові буряки, льон) культур. Тваринництво м’ясо-молочного напряму. Було розвинуте свинарство. З допоміжних підприємств був млин. Діяла середня школа, бібліотека, клуб, якому було присвоєно звання «Клуб відмінної роботи». Працювала кравецька майстерня. За 1945–1965 рр. побудовано 341 житловий будинок.
Корналівчани виселені в Сибір радянською тоталітарною системою у виправно-трудові табори: Баранецький Євстахій, Беца Микола, Беца Остап, Буньо Ганна, Буньо Микола, Васишак Мар'ян, Волянський Федір, Гінка Лев, Задорожний Яків, Ключник Осип, Чмирід Андрій, Медвідь Микола, Москв'як Василь, Москв'як Констянтин, Паньків Іван, Петрина Осип, Піць Володимир, Піць Мар'ян, Студент Зеновій, Студент Парасковія, Торський Лев, Чмирід Андрій, Яцимірський Августин, Яцимірський Михайло. 

## ДіяльністьОУН-УПА
В ніч на 2 січня 1947 р. біля Корналович боївка Петріва вбила дільничного уповноваженого РО МДБ Мельнікова Бориса.

## Пам'ятки

### Костел Пресвятої Діви ЧенстоховськоїРКЦ(1890р.)

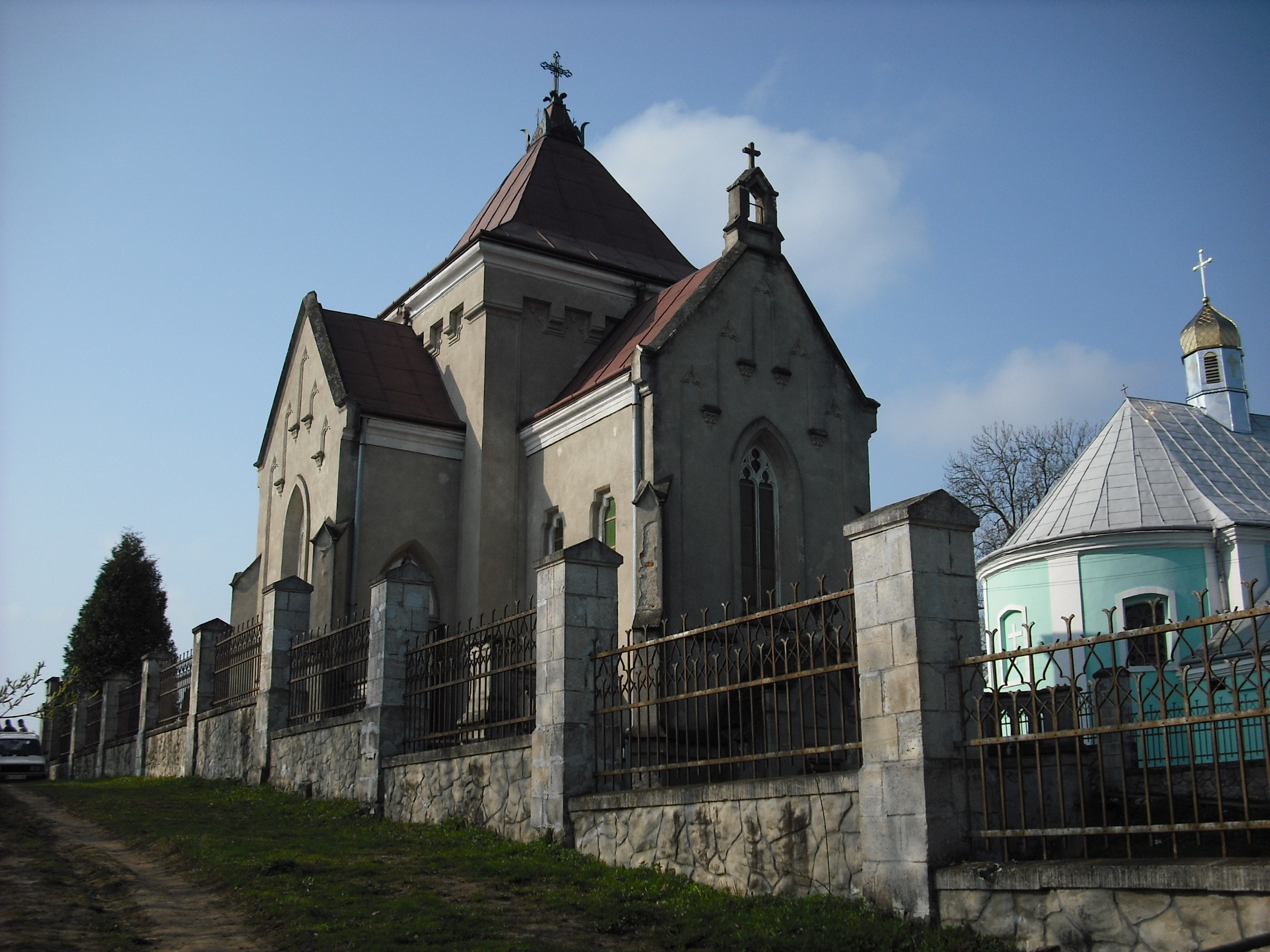
Костел Пресвятої Діви Марії Ченстоховської РКЦ (1890 р.)

Корналовицький римо–католицький костел є спорудою псевдоготичного архітектурного стилю. Будівля була споруджена у 1890 році паном Феліксом Созанським, щоб польські мешканці села не добирались на відправу в селище Дубляни (на той час місцеві римо–католики належали до парафії у Дублянах). Каплиця використовувалась як публічна філіальна святиня (філія від Дублянського римо-католицького храму). Побудували швидко, за одне літо: домовилися із однією італійською фірмою, яка привезла його в розібраному вигляді. За номерами на всіх деталях та по кресленнях архітектора його склали за дуже короткий час.
Будівля була споруджена як каплиця та гріб роду Созанських, що володіли селом за часів Польщі. Каплиця була освячена під титулом Пресвятої Діви Марії в 1890 році.
Останні пани Созанські (Антоній і Фелікс) із сім'ями були похоронені в родинному гробовці (у підвалі каплиці).
Іконостасу костел не має. Є велика ікона Матері Божої Ченстоховської (копія оригіналу, який пропав в роки Другої світової війни).
Від 1940–х років по 1991 рік каплиця не працювала, а після реставрації стала місцевим костелом. В 1991 році відбулась перша відправа.
Деякі деталі (наприклад, баляси) для реставрації було взято від зруйнованого костелу в Волощі.
Із каплицею роду Созанських пов’язані деякі історичні події, про які розповідають і дотепер старожили села. Так, під час Другої світової війни на даху каплиці розмістився німецький снайпер (оскільки каплиця знаходиться на найвищій місцевості села), який впродовж тривалого часу відстрілював противників. Його було вбито артилерійський снарядом, який і зруйнував дах каплиці. Ще одна подія пов’язана із руйнуванням гробовця. За переказами, в післявоєнні часи в приміщенні школи в с. Корналовичі проживали учні зі Львова, які з метою пошуку скарбів пробрались в гробовець, зруйнували могили Созанських. Певний проміжок часу останки тіл були розкидані навколо каплиці, а з часом були перепоховані.
Римо–католики с. Корналовичі святкують храмовий празник 26 серпня. Відправи відбуваються щонеділі та на всі великі свята.
Настоятелем костелу є ксьондз-пробощ Анджей Курик, помічником (вінарієм) – о. Августин.
На даний час храм являється філією від Самбірського костелу.
26 серпня 2020 р. Костел Пресвятої Діви відвідав Едвард Кава ― єпископ–помічник Львівської архідієцезії РКЦ в Україні та разом з духовенством здійснив чин посвяти відремонтовано костелу.
| Роки | Ім'я            |
| ---- | --------------- |
|      | о. Юліуш Фігляк |

### Лісовий заказник«Корналовичі»
Унікальність Корналовицьких дубів помітила ще у 1970–х радянська влада. Тоді понад 700 га дубового гаю отримали статус заповідного урочища із рідкісною природною системою, зародженою 5 тисяч років тому. Науковці назвали цю землю генетичним резерватом дуба. У Червоній Книзі «Корналовичі» згадано кілька разів. Перші посягання на заповідність Корналович зробили обласні депутати у 1997 р., коли рішенням сесії облради площу Корналович зменшили втричі. А уже через 2 роки, у 1999, урочище взагалі позбавили заповідного статусу. 200–літні дуби почали рубати. Влітку 2005 р. Корналовичі отримали шанс бути врятованими для нащадків. Громадська екологічна організації WETI, у рамках проєкту «Преса та громадськість на захист об’єктів природно-заповідного фонду Львівщини», здійснила прес–тур місцями «колишніх» заповідників. Корналовичі стали першим епіцентром екстрим–туру. 40 учасників, серед яких провідні науковці, екочиновники, лісівники, природоохоронний прокурор, поїхали обговорювати перспективи заповідників у Львівщині, а насправді потрапили в Корналовичі, де застали вирубку. Громадська організація зумисне не розповідала про справжні наміри, боячись, що більшість відповідальних осіб не поїде. Прес–тур став неприємним сюрпризом для причетних до знищення заказника. Справа набула розголосу. Відтак уже восени 2005 рішенням облради до природно–заповідного фонду Львівщини було повернуто близько 100 га цінних дубових територій.

### Хрест–пам’ятник часівПершої світової війни
На хресті є надпис: «На пам’ятку всесвітньої війни в.р. 1914-15-16. В подяку Найсолодшому Серцю Н.Хреста Пр.Д.Марії за опіку нашого села під час ворожого наїзду та за прогнанє ворогів з наших околиць поставили вдячні громадяни з Корналовиц 15.V.1916 р.”».

## Освіта
В 1864 р. в Корналовичах у приватному будинку Павловського було організовано однокласну школу, в якій навчалося 15 дітей. В 1865 р. в селі збудували однокласну школу, що проіснувала до 1909 р., навчання проводилася на польській мові. Станом на 1885 р. у цій школі навчалося 95 дітей. Шкільне приміщення складалося з навчального залу з приміщення для вчителя (2 покої), кухні.
З 1909 р. в селі починає діяти 3-х класна школа. Вчителем з 1900 до 1917 рр. працював Павло Мисак. В ці роки дуже велику допомогу шкільництву надає товариство «Просвіта». В часи ЗУНР школа відроджується, але з приходом Польської влади школу закрили. Діяльність школа відновила лише в 1921 р., з польською мовою навчання. Пан Созанський наказав давати школярам молоко.
З приходом радянської влади в селі було відкрито семирічну школу. Директором став Кривенко, виходець з східних областей України.
За німецької окупації, школа діяла лише протягом 1941–1942 рр. – директором був Жук.
З другим приходом радянської влади в 1944 р. – шкільництво було відновлено. Восени відновила свою роботу семирічна школа. Директором був Голюк Володимир.
У 1949 р. після реконструкції будинків–маєтку пана Созанського (на його території), і зведення 2 поверху на одному з них відкрито середню школу (1950 р.). Протягом 1950–х – поч. 1960–х рр. директорами були – Маринович, пізніше – Глушко К.К., після його смерті в 1966 р. новим директором школи став І.І. Кульчицький, на цій посаді був до 1993 р.
В 1967 р. в селі, на території школи, розпочали будівництво типової середньої школи, яке закінчили у 1971 р. Восени цього року почалася її експлуатація, і триває до сьогодні. 
В 1993–2009 рр. директором був Бортнічук О.Й., а з 2009 р. є Ковальчук Г.В.

## Спорт
На футбольній арені село Корналовичі представляє ФК «Юність». 
В 1985 р. ФК «Юність» став володарем Кубка Самбірщини.

## Інфраструктура
В селі діє Народний дім, НВК «Середня загальноосвітня школа І–ІІ ступенів – дошкільний навчальний заклад», Центр соціальної підтримки дітей та сімей «Рідний дім», бібліотека, Амбулаторія загальної практики –  сімейної медицини;

## Відомі люди
Народились:
- Федоренко Іван Володимирович (1986—2015) — солдат Збройних сил України, учасник російсько-української війни[12]

Померли:
- Федик Володимир — «Береза» (1922, с. Мала Озимина – 4 березня 1948) — районовий провідник ОУН, загинув у с. Корналовичі, похований у смт. Дубляни.